# Vitula
Vitula es un género de pirálidos. Fue descrito por primera vez por Émile Louis Ragonot en 1887.

## Especies
- Vitula aegerella Neunzig, 1990
- Vitula biviella Zeller, 1848
- Vitula broweri (Heinrich, 1956)
- Vitula coconinoana Neunzig, 1990
- Vitula divergens (Dyar, 1914)
- Vitula edmandsii (Packard, 1864)
- Vitula inanimella (Dyar, 1919)
- Vitula insula Neunzig, 1990
- Vitula laura (Dyar, 1919)
- Vitula lugubrella (Ragonot, 1887)
- Vitula pinei Heinrich, 1956
- Vitula setonella (McDunnough, 1927)